# Dalvin Cook
Dalvin James Cook (* 10. August 1995 in West Little River, Florida) ist ein US-amerikanischer American-Football-Spieler der Dallas Cowboys auf der Position des Runningbacks. Er spielte von 2017 bis 2022 für die Minnesota Vikings in der National Football League (NFL).

## College

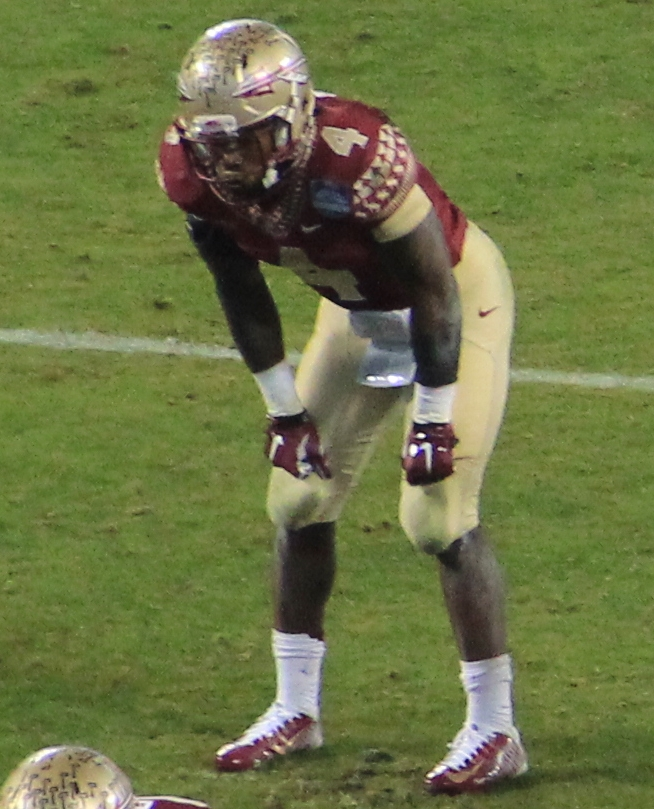
Cook 2014 im Trikot der FSU Seminoles

Cook besuchte die Florida State University (FSU) und spielte von 2014 bis 2016 für deren Team, die Seminoles, College Football. Auf das letzte Jahr verzichtete er und meldete sich stattdessen für den NFL Draft 2017 an. Seine College-Karriere beendete Cook mit insgesamt 4.464 erlaufenen Yards, 46 erlaufenen Touchdowns und 79 Passfängen für 935 Yards und zwei Touchdowns.

## NFL
Aufgrund seiner guten Leistungen im College erhielt Cook im Vorfeld des NFL Drafts eine Einladung zum NFL Combine und auch am Florida State Pro Day nahm er teil. Experten, die eine Wahl Cooks in der ersten oder zweiten Runde des Drafts voraussagten und ihn unter den Top-Drei-Runningbacks des Draft-Jahrgangs 2017 listeten, sollten Recht behalten – die Minnesota Vikings entschieden sich in der zweiten Runde als Gesamt-41. für ihn. Cook war der dritte gewählte Runningback hinter Leonard Fournette und Christian McCaffrey.
In seinem ersten Spiel für die Minnesota Vikings in der NFL-Saison 2017  brach Cook gegen die New Orleans Saints mit 127 Yards bei 22 Laufversuchen den Rookie-Debüt-Laufrekord der Vikings, der zuvor von Adrian Peterson gehalten wurde. Nach weiteren ansprechenden Leistungen zog er sich in Woche 4 gegen die Detroit Lions einen Kreuzbandriss zu, der seine Rookie-Saison abrupt beendete.
In der Saison 2018 bestritt er 11 Spiele, davon 10 als Starter und wurde in Woche 15 zum NFC Offensive Player of the Week gewählt.
Im Jahr darauf blieb Cook weitestgehend von Verletzungen verschont und spielte seine bis dahin stärkste Saison. Er kam in 14 Spielen der Regular Season als Starter zum Einsatz, erlief 1135 Yards sowie 13 Touchdowns und war mit 519 Receiving Yards ein bedeutender Faktor im Passspiel der Vikings und wurde erstmals für den Pro Bowl nominiert. Kurz vor dem ersten Spiel der Saison 2020 verlängerte Cook seinen zum Saisonende auslaufenden Vertrag in Minnesota. Die Vikings gaben ihm einen Fünfjahresvertrag über 63 Millionen US-Dollar, von denen 28 Millionen garantiert sind.
Beim 28:22-Sieg gegen die Green Bay Packers am 8. Spieltag der Saison 2020 erzielte Cook bei insgesamt 226 Yards Raumgewinn vier Touchdowns und war damit der erste Spieler der Vikings seit Ahmad Rashad 1979, der vier Touchdowns in einem Spiel erzielte.
Am 9. Juni 2023 wurde Cook von den Vikings entlassen. Daraufhin nahmen die New York Jets Cook am 16. August 2023 unter Vertrag. Bei den Jets kam er nicht über eine Rolle als Ergänzungsspieler hinaus und wurde kurz vor Ende der Regular Season entlassen, woraufhin er sich dem Practice Squad der Baltimore Ravens anschloss. Er kam beim Play-off-Spiel gegen die Houston Texans zum Einsatz und absolvierte acht Läufe für 23 Yards. Im AFC Championship Game spielte Cook nicht, anschließend lief sein Vertrag aus. Ende August 2024 nahmen die Dallas Cowboys Cook für ihren Practice Squad unter Vertrag.

## Persönliches
Sein jüngerer Bruder James Cook spielt ebenfalls Football als Runningback und gewann 2021 mit den Georgia Bulldogs die nationale College-Meisterschaft.